# Grallaria varia
Grallaria varia là một loài chim trong họ Grallariidae.

## Hình ảnh

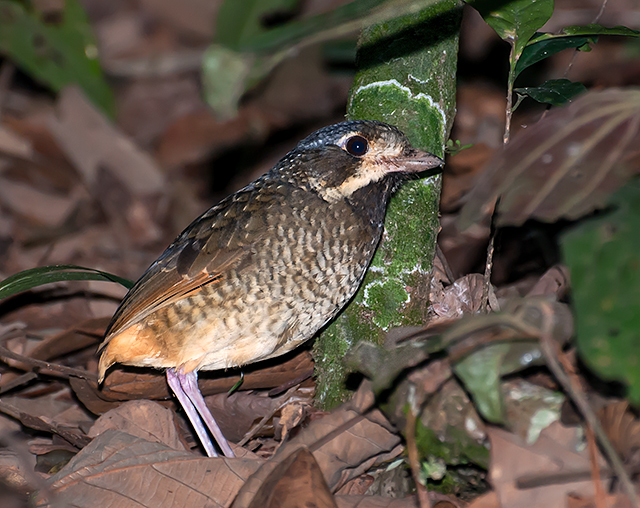
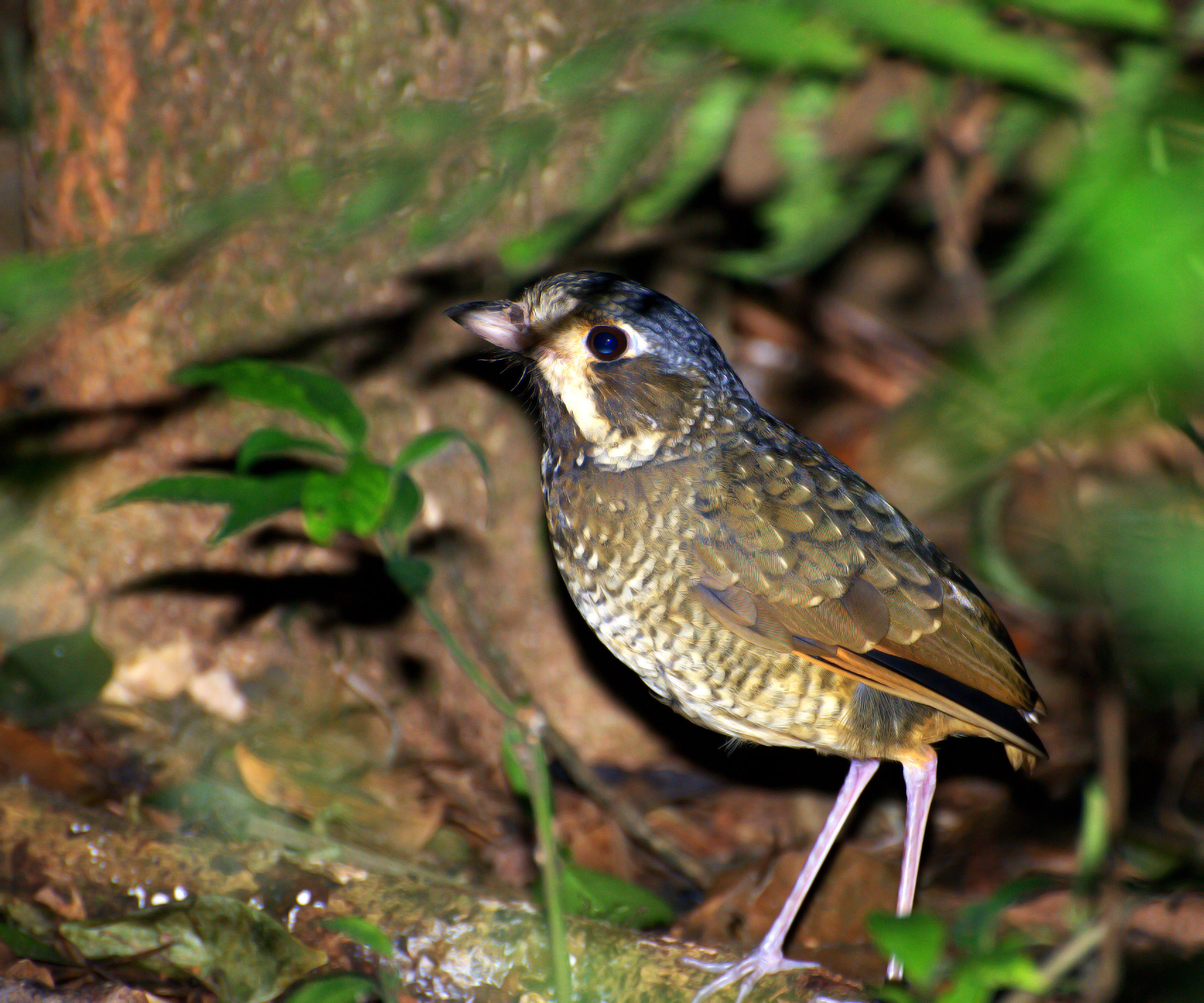